# Michaeliskirche (Klausheide)

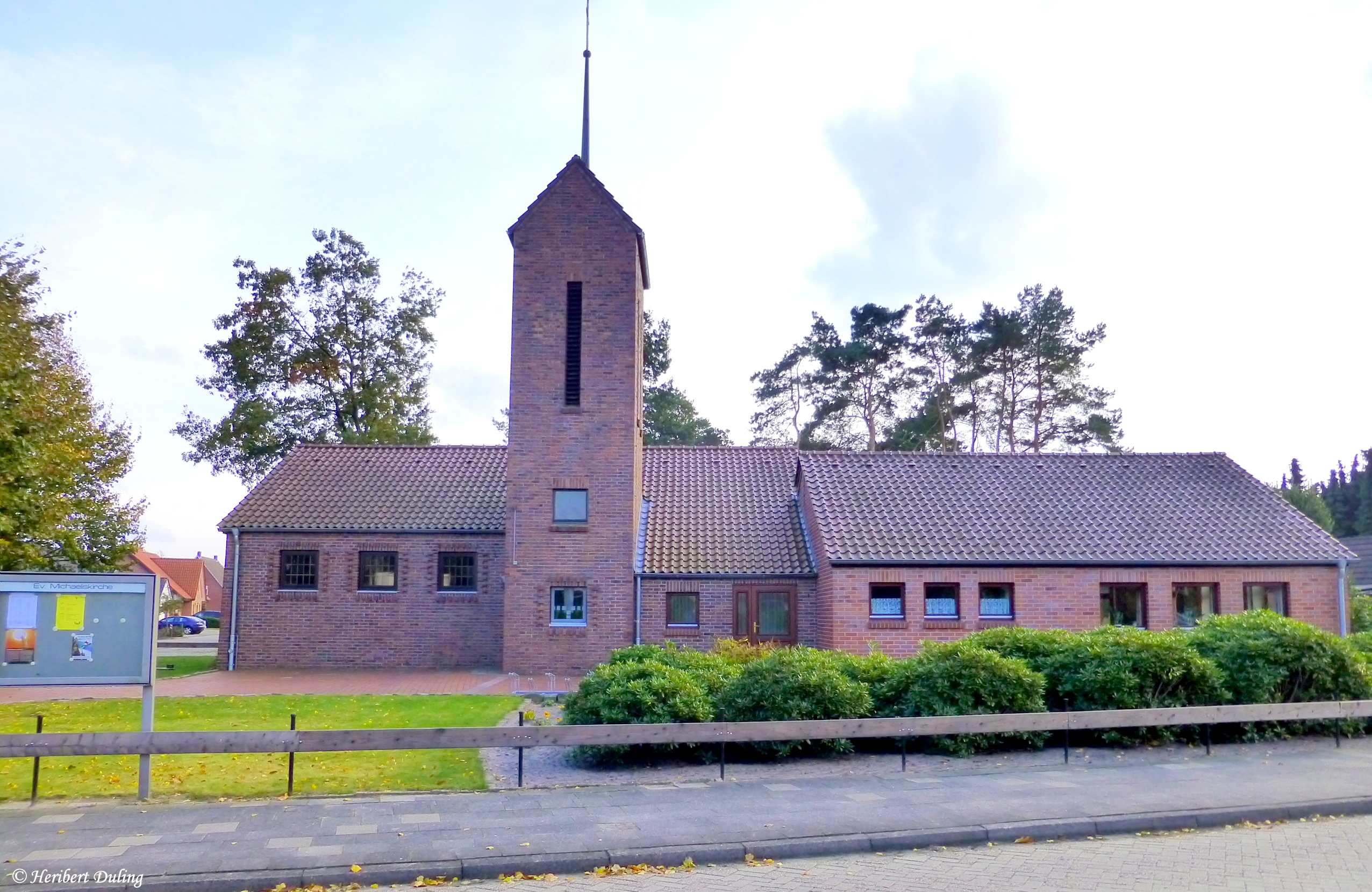

Die Michaeliskirche ist eine von vier Kirchen der lutherischen Christus-und-Kreuz-Kirchengemeinde Nordhorn. Sie ist nach dem Erzengel Michael benannt und liegt in der bis 1974 bestehenden Gemeinde Klausheide. Die Kirche gehört zum Kirchenkreis Emsland-Bentheim in der Evangelisch-lutherischen Landeskirche Hannovers und ist die einzige Kirche in Deutschland, die regelmäßig zu gleichen Teilen für evangelisch-lutherische, evangelisch-reformierte und römisch-katholische Gottesdienste genutzt wird.

## Lage
Die Kirche liegt im Zentrum von Klausheide am Klausheider Weg/Ecke Heideschulstraße. Gegenüber, an der Heideschulstraße, liegt das Dorfgemeinschaftshaus mit Kindergarten, Sporthalle und Mehrzweckhalle, südlich davon befinden sich der Schützenplatz, die Maria-Montessori-Schule und die Sportplätze. Die Kirche ist exakt nach Osten ausgerichtet.

## Geschichte
Am 1. Oktober 1924 wurde in Nordhorn eine eigenständige lutherische Gemeinde gegründet, zu der auch die Klausheider Lutheraner gehörten; davor gehörten sie zur heutigen Kreuzkirchengemeinde Lingen. 1956 wurde im Nordhorner Stadtteil Blanke eine weitere lutherische Kirche errichtet (Martin-Luther-Kirche) und die Kirche in der Innenstadt wurde zur Unterscheidung zunächst Stadtkirche, ab 1964 dann Kreuzkirche genannt, die Gemeinde entsprechend Kreuzkirchengemeinde.
Im Jahre 1956 gründeten reformierte und lutherische Christen in der jungen Gemeinde Klausheide den Evangelischen Kirchbauverein e. V. mit dem Zweck, eine gemeinsame Kirche zu errichten. Die Vereinsmitglieder konnten rund 17.000 DM an Spenden sammeln, womit das Geläut und die Orgel finanziert wurden. Die politische Gemeinde stellte kostenlos ein Grundstück zur Verfügung, die Baukosten von 85.000 DM wurden von der lutherischen Landeskirche getragen. Am 13. August 1960 legte Landessuperintendent Kurt Degener den Grundstein für die Michaeliskirche; errichtet wurde sie nach Plänen des Architekten Max H. Berling aus Osnabrück. Die Einweihung erfolgte am 25. Januar 1962. Die lutherische Gemeinde gehört weiterhin zur Kreuzkirchengemeinde, die inzwischen mit der Christuskirchengemeinde zur Christus-und-Kreuz-Kirchengemeinde fusionierte. 
1990 wurde an die Michaeliskirche ein Gemeinderaum mit Küche und Toiletten angebaut. Nach der Aufnahme der katholischen Christen im Jahr 2009 wurde 2012 der Kircheninnenraum renoviert und ein Buntglasfenster der St.-Ludgerus-Kirche wurde eingebaut.

## Ausstattung
Besondere Kunstwerke in der Kirche sind das Kreuz über dem Altar sowie das thematisch gestaltete Buntglasfenster, das aus der ehemaligen katholischen St.-Ludgerus-Kirche stammt. Im Rahmen der Innenrenovierung der Michaeliskirche im Jahr 2012 hat das Fenster einen besonderen Platz in unmittelbarer Nähe zum Taufstein bekommen. Das abgebildete „brennende Herz“ soll an die Leidenschaft für den Glauben und die Liebe Gottes zu den Menschen erinnern.

## Glocken
Das Geläut besteht aus drei Glocken der Glocken- und Kunstgießerei Rincker, die im Turm übereinander angeordnet sind. Die Geläutedisposition ist c’’ – d’’ – e’’ (Motiv: Pater noster; zwei große Sekunden).

## Nutzung
Die Kirche gehört zu den wenigen Kirchen in Deutschland, die von drei Konfessionen genutzt und unterhalten wird, ist aber per Definition keine Simultankirche. Eigentümer der Michaeliskirche ist die lutherische Gemeinde, dennoch fanden die sonntäglichen Gottesdienste bis 2009 immer im Wechsel zwischen lutherischer und reformierter Gemeinde statt. Seit der Entwidmung der St.-Ludgerus-Kirche Klausheide im Jahr 2009 finden auch die katholischen Gottesdienste in der Michaeliskirche statt. Die Gottesdienstordnung sieht einen Wechsel zwischen den Konfessionen an den ersten drei Sonntagen eines Monats vor: Am ersten Sonntag des Monats findet der Gottesdienst der reformierten Gemeinde statt, am zweiten Sonntag die Eucharistiefeier der katholischen Gemeinde und am dritten Sonntag der Gottesdienst der lutherischen Gemeinde. Am vierten Sonntag des Monats findet ein ökumenischer Wortgottesdienst statt, der ebenfalls abwechselnd von den drei Gemeinden ausgerichtet wird; hat der Monat fünf Sonntage, so findet an diesem Sonntag kein Gottesdienst statt.